# Villamena
Villamena – gmina w Hiszpanii, w prowincji Grenada, w Andaluzji, o powierzchni 20,18 km². W 2011 roku gmina liczyła 1028 mieszkańców.
Ratusz gminy znajduje się w Cozvíjar.